# Franz de Paula Ulrich Kinsky von Wchinitz und Tettau
Franz de Paula Ulrich Kinsky von Wchinitz und Tettau (Zlonice, 23 giugno 1726 – Praga, 19 dicembre 1792) è stato un nobile e generale boemo al servizio della casa d'Asburgo. 
Originariamente un burocrate in carriera al servizio dello stato asburgico, ereditò il titolo e le proprietà di famiglia in seguito alle morti di suo padre e di suo zio nel 1749, e del cugino senza figli nel 1752. In seguito alla successione, lasciò il servizio statale ed entrò a fare parte dell'esercito asburgico, distinguendosi in diverse battaglie della guerra dei sette anni, in particolare quelle di Lobositz e Kolin. Si ritirò dall'esercito nel 1778, appena prima dello scoppio della guerra di successione bavarese, per occuparsi delle sue proprietà sparse in Moravia, Boemia, e Vienna.

## Biografia
Suo padre, il conte Philipp Joseph Kinsky von Wchinitz und Tettau (1700-1749), fu un amministratore dello stato asburgico, giurista, e ambasciatore alla corte di San Giacomo. Sposò la contessa Marie Karolina Borita z Martinic nel 1722: da questo matrimonio ebbe quattro figli maschi e quattro figlie femmine. Per Franz de Paula Ulrich, terzo dei suoi figli maschi ma il primo a essere sopravvissuto all'infanzia, egli pianificò una carriera al servizio del governo, simile alla propria, che suo figlio accettò. Franz de Paula Ulrich servì per un breve periodo nella Hofrat (Gran Consiglio) in una posizione giuridica.
Nel 1752 suo cugino, il principe Franz Joseph, morì senza figli; suo padre era morto nel 1749, così come suo zio. Così il seggio allodiale pervenne a lui, che dopo questa successione rinunciò alla carriera di servizio burocratico e si è unito all'esercito. Fu assegnato al reggimento Colledo nel 1754 e l'anno successivo fu promosso colonnello. Guidò il suo reggimento nella battaglia di Lobositz, il primo scontro combattuto nella guerra dei sette anni, e l'anno successivo venne promosso maggiore generale, il 25 giugno 1757.
Nella seconda campagna della guerra, nel 1757, comandò il reggimento di fanteria "Bolla", nella vittoria austriaca della battaglia di Kolín. Durante la battaglia venne gravemente ferito, tanto da dover essere trasportato via dal campo a braccia. Il generale Loudon scrisse all'imperatrice Maria Teresa del fatto e di quanto lui stesso si fosse largamente distinto con il suo reggimento. Ricevette la croce di cavaliere dell'Ordine Militare di Maria Teresa il 7 marzo 1758.
Tornò sul campo con la battaglia di Mansfeld nel settembre di quello stesso anno, dove il cavallo gli venne ucciso sotto la sella da una palla di cannone ed egli riportò contusioni gravi. Nella terza campagna prese parte alla battaglia di Hochkirch, nella quale perse due cavalli che gli vennero uccisi sotto la sella. Ricevette per il valore dimostrato la croce di commendatore dell'Ordine Militare di Maria Teresa il 15 settembre 1758 e venne promosso feldmaresciallo luogotenente il 19 marzo 1759.
Nel 1767 venne nominato Feldzeugmeister e dal 28 gennaio di quello stesso anno entrò a fare parte del Consiglio Privato imperiale. Prestò servizio come Direttore Generale dell'Artiglieria dal febbraio del 1772 al 1778 e venne quindi promosso al rango di feldmaresciallo nel marzo di quell'anno. Con questo grado prese parte alla guerra di successione bavarese. Nel 1761 l'imperatore lo nominò colonnello proprietario del 36º reggimento di fanteria, posizione che mantenne sino al 18 dicembre 1792. Si ritirò dal servizio militare attivo nel 1779, occupandosi della gestione delle sue tenute a Vienna, Praga e in Moravia. Il 21 settembre 1771 ricevette l'ordine del Toson d'Oro.

## Matrimonio e figli
Il 12 settembre 1749 sposò la contessa Maria Sidonia di Hohenzollern-Hechingen (1729-1815), figlia del feldmaresciallo Ermanno Federico di Hohenzollern-Hechingen, dalla quale ebbe quattro figli:
- Philipp Joseph (1750-1751)
- Joseph, IV principe Kinsky von Wchinitz und Tettau (1751-1798)
- Wenzel Octavian (1752-1771)
- Maria Anna (1754-1828)

## Ascendenza
|                                                      |                                         |                                            | Genitori                                 |  |  | Nonni |  |  | Bisnonni                                    |  |  | Trisnonni                                         |  |
|                                                      |                                         |                                            |                                          |  |  |       |  |  | Jan Oktavian Kinsky von Wchinitz und Tettau |  |  | Wenceslaus Norbert Kinsky von Wchinitz und Tettau |  |
|                                                      |                                         |                                            |                                          |  |  |       |  |  | Jan Oktavian Kinsky von Wchinitz und Tettau |  |  | Wenceslaus Norbert Kinsky von Wchinitz und Tettau |  |
|                                                      |                                         | Elisabeth Kragjrz von Kraigk               |                                          |  |  |       |  |  | Jan Oktavian Kinsky von Wchinitz und Tettau |  |  |                                                   |  |
| Wenceslaus Norbert Kinsky von Wchinitz und Tettau    |                                         |                                            |                                          |  |  |       |  |  | Jan Oktavian Kinsky von Wchinitz und Tettau |  |  |                                                   |  |
|                                                      |                                         | Margaretha Magdalena von Porcia            | Johann von Porcia                        |  |  |       |  |  |                                             |  |  |                                                   |  |
|                                                      |                                         | Margaretha Magdalena von Porcia            | Johann von Porcia                        |  |  |       |  |  |                                             |  |  |                                                   |  |
|                                                      |                                         | Margaretha Magdalena von Porcia            | Anna Maria von Raunach                   |  |  |       |  |  |                                             |  |  |                                                   |  |
| Philip Kinsky von Wchinitz und Tettau                |                                         | Margaretha Magdalena von Porcia            |                                          |  |  |       |  |  |                                             |  |  |                                                   |  |
|                                                      |                                         | Philipp Wilhelm Christoph von Nesselrode   | Bertram von Nesselrode                   |  |  |       |  |  |                                             |  |  |                                                   |  |
|                                                      |                                         | Philipp Wilhelm Christoph von Nesselrode   | Bertram von Nesselrode                   |  |  |       |  |  |                                             |  |  |                                                   |  |
|                                                      |                                         | Philipp Wilhelm Christoph von Nesselrode   | Maria Magdalena von Hatzfeldt-Wildenburg |  |  |       |  |  |                                             |  |  |                                                   |  |
| Anna Theresia von Nesselrode                         |                                         | Philipp Wilhelm Christoph von Nesselrode   |                                          |  |  |       |  |  |                                             |  |  |                                                   |  |
|                                                      |                                         | Adriana von Leerodt                        | Heinrich Wilhelm von Leerodt             |  |  |       |  |  |                                             |  |  |                                                   |  |
|                                                      |                                         | Adriana von Leerodt                        | Heinrich Wilhelm von Leerodt             |  |  |       |  |  |                                             |  |  |                                                   |  |
|                                                      |                                         | Adriana von Leerodt                        | Johanna Franziska von Cortenbach         |  |  |       |  |  |                                             |  |  |                                                   |  |
| Franz de Paula Ulrich Kinsky von Wchinitz und Tettau |                                         | Adriana von Leerodt                        |                                          |  |  |       |  |  |                                             |  |  |                                                   |  |
|                                                      | Maximilian Valentin Borita von Martinic | Jaroslav Bořita z Martinic                 |                                          |  |  |       |  |  |                                             |  |  |                                                   |  |
|                                                      | Maximilian Valentin Borita von Martinic | Jaroslav Bořita z Martinic                 |                                          |  |  |       |  |  |                                             |  |  |                                                   |  |
|                                                      | Maximilian Valentin Borita von Martinic | Marie Eusebie ze Sternberka                |                                          |  |  |       |  |  |                                             |  |  |                                                   |  |
| Jiri Adam Ignác Borita von Martinic                  | Maximilian Valentin Borita von Martinic |                                            |                                          |  |  |       |  |  |                                             |  |  |                                                   |  |
|                                                      |                                         | Anna Katharina Bukuwka von Bukuwky         | Bernhard Bukuwka von Bukuwky             |  |  |       |  |  |                                             |  |  |                                                   |  |
|                                                      |                                         | Anna Katharina Bukuwka von Bukuwky         | Bernhard Bukuwka von Bukuwky             |  |  |       |  |  |                                             |  |  |                                                   |  |
|                                                      |                                         | Anna Katharina Bukuwka von Bukuwky         | Anna Maria Sobekursky von Sobekur        |  |  |       |  |  |                                             |  |  |                                                   |  |
| Marie Karolina Borita von Martinic                   |                                         | Anna Katharina Bukuwka von Bukuwky         |                                          |  |  |       |  |  |                                             |  |  |                                                   |  |
|                                                      |                                         | Oldrich Adolf Vratislav von Sternberka     | Jan Rudolf von Sternberka                |  |  |       |  |  |                                             |  |  |                                                   |  |
|                                                      |                                         | Oldrich Adolf Vratislav von Sternberka     | Jan Rudolf von Sternberka                |  |  |       |  |  |                                             |  |  |                                                   |  |
|                                                      |                                         | Oldrich Adolf Vratislav von Sternberka     | Helene Eustachie Krinecka z Ronova       |  |  |       |  |  |                                             |  |  |                                                   |  |
| Josepha von Sternberka                               |                                         | Oldrich Adolf Vratislav von Sternberka     |                                          |  |  |       |  |  |                                             |  |  |                                                   |  |
|                                                      |                                         | Anna Lucia Slavata von Chlumu a Kosumberka | Jachym Oldrich von Chlumu a Kosumberka   |  |  |       |  |  |                                             |  |  |                                                   |  |
|                                                      |                                         | Anna Lucia Slavata von Chlumu a Kosumberka | Jachym Oldrich von Chlumu a Kosumberka   |  |  |       |  |  |                                             |  |  |                                                   |  |
|                                                      |                                         | Anna Lucia Slavata von Chlumu a Kosumberka | Franziska von Meggau                     |  |  |       |  |  |                                             |  |  |                                                   |  |
|                                                      |                                         | Anna Lucia Slavata von Chlumu a Kosumberka |                                          |  |  |       |  |  |                                             |  |  |                                                   |  |